# Edgar Pujol Portorreal
Edgar Pujol Portorreal   (Sabadell, 7 d'agost de 2004) és un futbolista català que representa internacionalment la República Dominicana. Actualment juga al Reial Madrid Castella.

## Carrera esportiva
Va començar a jugar al futbol a la UE Castellar on s'hi va estar tres anys, després va passar a les categories inferiors del CE Sabadell, entre el 2013 i el 2015, una temporada al Can Rull, a la Damm, la temporada 2016-17, per acabar a l'Espanyol dos anys més. El 2019 va ingressar al Cadet A del Reial Madrid, el 2020 al Juvenil C i al Juvenil B al 2021.
El 2024 va ser convocat per la selecció sub-23 de la República Dominicana de cara a la disputa dels Jocs Olímpics de París.